# Scottish Senior Open 2011
Het Scottish Senior Open heet in 2011 officieel het Cleveland Golf/Srixon Scottish Senior Open. Het wordt op de Fairmont St Andrews in Fife gespeeld van 19 tot 21 augustus.

## Verslag
- Leaderboard

## Spelers
| - Graham Banister - Mark Belsham - Maurice Bembridge - Gordon Brand Jr. - Gordon J. Brand - Matt Briggs - Jerry Bruner - Giuseppe Cali - Delroy Cambridge - Bob Cameron - Horacio Carbonetti - Luis Carbonetti - Roger Chapman - John Chillas - Mike Clayton - Mike Cunning - Paul Curry - Peter Dahlberg | - Eamonn Darcy - Ross Drummond - Denis Durnian - Pat Errity - Marc Farry - Angel Fernandez - Anders Forsbrand - Peter Fowler - Angel Franco - Victor García - Antonio Garrido - John Gould - Claude Grenier - John Harrison - Greg Hopkins - Randy Hopkins - Domingo Hospital - Mark James - Nick Job | - Doug Johnson - Tony Johnstone - Gary Koch - Barry Lane - Bobby Lincoln - Bill Longmuir - Sandy Lyle - Fraser Mann - Carl Mason - Peter Mitchell - Manuel Moreno - Ian Mosey - Mark Mouland - Denis O'Sullivan - Andrew Oldcorn - Manuel Piñero - Eddie Polland - Juan Quiros | - Glenn Ralph - Noel Ratcliffe - Jim Rhodes - Costantino Rocca - David J Russell - George Ryall - Andrew Sherborne - Bertus Smit - Peter A Smith - Des Smyth - Adan Sowa - Kevin Spurgeon - Jeb Stuart - Tim Thelen - Sam Torrance - Steve van Vuuren - Chris Williams - Gary Wolstenholme - Ian Woosnam |